# Xã Shaws Point, Quận Macoupin, Illinois
Xã Shaws Point (tiếng Anh: Shaws Point Township) là một xã thuộc quận Macoupin, tiểu bang Illinois, Hoa Kỳ. Năm 2010, dân số của xã này là 532 người.